# Sonnentempel
Sonnentempel dienten in vorgeschichtlicher Zeit als genaue astronomische Hilfsmittel zur Bestimmung der Jahreszeiten. Sie waren nach der Sonne ausgerichtet, so dass der Tag der Sommer- oder Winter-Sonnenwende festgestellt werden konnte. Auch wenn der ursprüngliche Zweck allmählich in den Hintergrund trat, entwickelten sich einige Plätze zu bedeutenden Kultzentren.
In den mittelneolithischen Kreisgrabenanlagen in Mitteleuropa werden die ältesten Sonnentempel oder Kalenderbauten vermutet. Seit der Jungsteinzeit kommen sie in Europa, Ägypten und in Indien gleichermaßen wie im heutigen Lateinamerika vor (Sonnenpyramide von Teotihuacán oder die Pyramide des Kukulcán von Chichén Itzá).
Zum Teil werden auch neuzeitliche Bauten als Sonnentempel bezeichnet, so in der Eremitage in Bayreuth.

## Bekannte Sonnentempel
- Sonnentempel von Konark (Indien)
- Sonnentempel von Martand (Indien)
- Sonnenpyramide von Teotihuacán (Mexiko)
- Sonnenheiligtum des Niuserre in Abu Gurob bei Abusir (Ägypten)
- Mesa Verde (USA)
- Kreisgrabenanlage von Goseck (Deutschland)
- Ring von Brodgar (Vereinigtes Königreich)
- Stonehenge (Vereinigtes Königreich)
- Tempel des Sol, Rom